# Paul Madeux
Paul Madeux est un producteur de cinéma, réalisateur et scénariste français.

## Filmographie
Assistant de production
- 1935 : Lucrèce Borgia d'Abel Gance

Directeur de production
- 1932 : Mimi Pandore, moyen métrage de Roger Capellani
- 1936 : L'Assaut de Pierre-Jean Ducis
- 1936 : Au son des guitares de Pierre-Jean Ducis
- 1937 : Au soleil de Marseille de Pierre-Jean Ducis
- 1937 : Le Porte-veine d'André Berthomieu
- 1938 : Le Petit chose de Maurice Cloche
- 1938 : Le Révolté de Robert Bibal et Léon Mathot
- 1939 : Le jour se lève de Marcel Carné
- 1940 : L’École des femmes de Max Ophüls
- 1941 : Le Duel de Pierre Fresnay
- 1941 : Parade en sept nuits de Marc Allégret
- 1942 : Une femme disparaît de Jacques Feyder
- 1946 : Dernier Refuge de Marc Maurette
- 1947 : Bethsabée de Léonide Moguy

Assistant réalisateur
- 1927 : The Love of Sunya d'Albert Parker

Réalisateur
- 1936 : On ne roule pas Antoinette

Scénariste
- 1938 : Éducation de prince d'Alexandre Esway